# Samuel Kamakau
Samuel Mānaiakalani Kamakau, né le 29 octobre 1815 et mort le 5 septembre 1876 est un historien, juge et universitaire hawaïen. Ses travaux sont apparus dans les journaux locaux et sont ensuite compilés dans des livres, devenant une ressource de référence sur le peuple hawaïen, la culture hawaïenne (en) et la langue hawaïenne en cours de disparition.
Avec David Malo (en) et John Papa ʻĪʻī (en), Kamakau est considéré comme l'un des plus grands historiens d'Hawaï, et ses contributions à la préservation de l'histoire hawaïenne sont commémorées dans tout Hawaï.

## Biographie

### Jeunesse et formation
Samuel Kamakau est né à Mokulēia dans le district de Waialua le 29 octobre 1815. La loi hawaïenne exige que chaque nouveau-né reçoive deux noms, un nom chrétien et un nom hawaïen. Son nom complet est dès lors Samuel Mānaiakalani Kamakau. Il est probable que son nom chrétien, Samuel, lui soit donné après l'adoption du christianisme en 1825. Kamakau signifie littéralement « le crochet » et Mānaiakalani est le nom de l'hameçon utilisé par Maui dans la mythologie hawaïenne.
Il grandit dans un contexte de bouleversements sociaux et culturels marqués par l'arrivée des missionnaires protestants américains et l'introduction de nouvelles formes de gouvernance et d'éducation.
En 1833, il intègre le séminaire de Lahainaluna (en), située à Lahaina, sur l’île de Maui. Fondée en 1831 par des missionnaires, cette institution est la première école supérieure d'Hawaï et se distingue par son double objectif : former une élite hawaïenne capable de servir dans les structures administratives émergentes tout en préservant certains aspects de la culture locale. À Lahainaluna, Samuel Kamakau se forme à une large gamme de disciplines, notamment la théologie, la littérature et l’histoire, ce qui lui permet de maîtriser à la fois les traditions orales hawaïennes et les formes écrites introduites par les missionnaires. Il y devient l'élève du révérend Sheldon Dibble (en). Ce dernier demande à ses étudiants de collecter et de préserver des informations sur la culture, la langue et le peuple hawaïens.
Durant sa formation, Samuel Kamakau développe une sensibilité particulière à l’importance de préserver les récits et les traditions de son peuple. Il excelle dans la collecte et la transcription des chants, des généalogies et des récits oraux, devenant un pont entre les savoirs traditionnels hawaïens et les outils modernes de préservation culturelle.
Le contexte de son éducation lui permet de remarquer que l'influence des missionnaires est parfois perçue comme intrusive, notamment lorsqu’elle remet en cause les structures sociales traditionnelles. Cette dualité façonne sa pensée : tout en reconnaissant les apports des missionnaires, il se montre critique envers eux.

### Carrière universitaire

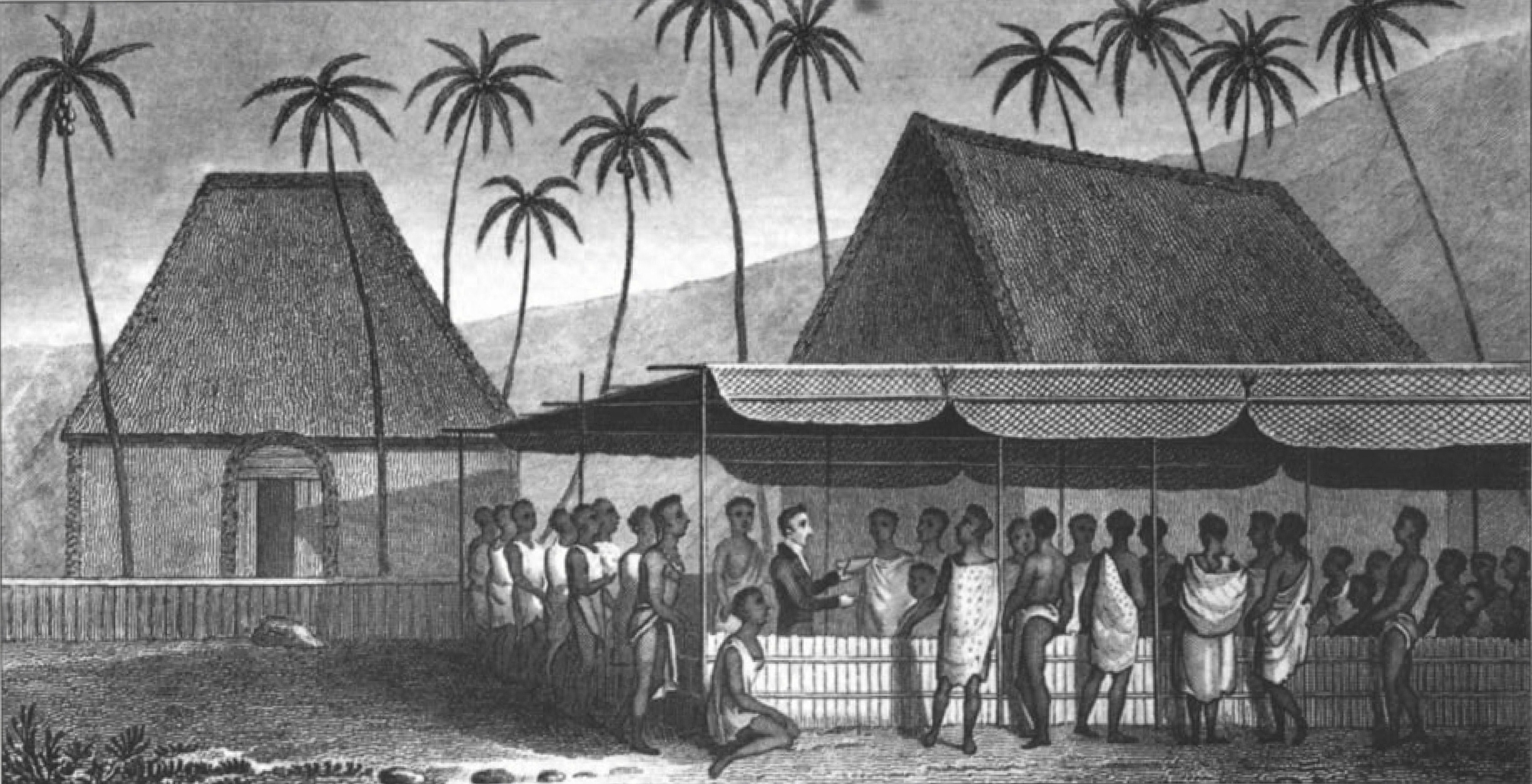
Gravure de T. Dixon dans l'ouvrage de Samuel Kamakau Ruling Chiefs of Hawaii représentant William Ellis prêchant auprès des habitants.

Samuel Kamakau contribue à la création de la première société historique hawaïenne en 1841. Connue sous le nom de Royal Hawaiian Historical Society, ses membres comprennent le roi Kamehameha III, Keoni Ana, Haʻalilio (en), David Malo (en), Dwight Baldwin (en), William Richards (en), Sheldon Dibble, Samuel Kamakau et d'autres. La société s'est dissoute après le déplacement de la capitale du Royaume d'Hawaï à Lahaina sur l'île de Maui à Honolulu, Oahu en 1845.
De 1866 à 1871, Samuel Kamakau écrit une série d'articles de journaux sur la culture et l'histoire hawaïennes. Les articles sont publiés dans les journaux en langue hawaïenne Ke Au Oko et Ka Nūpepa Kū oko. L'intégralité de ses travaux s'étendent sur 35 ans durant lesquels il publie près de 300 articles. Ces articles, rédigés en langue hawaïenne, couvrent une grande variété de sujets : mythologie, religion, généalogie royale, organisation politique et coutumes traditionnelles. Il adopte une approche à la fois érudite et accessible, combinant des récits mythiques et historiques avec des observations critiques sur les changements culturels et sociaux de son temps.

### Carrière politique
Samuel Kamakau est juge de district à Wailuku et législateur pour le Royaume d'Hawaï. De 1851 à 1860, il représente Maui à la Chambre des représentants et de 1870 à 1876, il représente Oahu.
Il exprime fréquemment des opinions critiques à l'égard des structures politiques émergentes, notamment concernant la place des étrangers dans l'administration. Il dénonce parfois la manière dont les haole (étrangers) influencent les décisions des nobles, affirmant que ces interventions sapent l’autorité traditionnelle des aliʻi (chefs). En 1852, il s'oppose à la légitimité de certains nobles qu'il considère de rang inférieur. Ses interventions illustrent son engagement pour la défense des droits des Hawaïens face à l’ingérence étrangère et à l’évolution des institutions politiques.

### Vie privée
Samuel Kamakau épouse S. Hainakolo et déménage dans la ville natale de sa femme, Kīpahulu. Leur fille, Kukelani Kaʻaʻapookalani, naît en décembre 1862, après quoi le couple déménage à Oahu.
En 1860, Samuel Kamakau se convertit du protestantisme congrégationaliste au catholicisme romain,.
Il est décédé à son domicile à Honolulu le 5 septembre 1876 et est enterré au cimetière de la chapelle Maemae dans la vallée de Nuuanu.

## Postérité

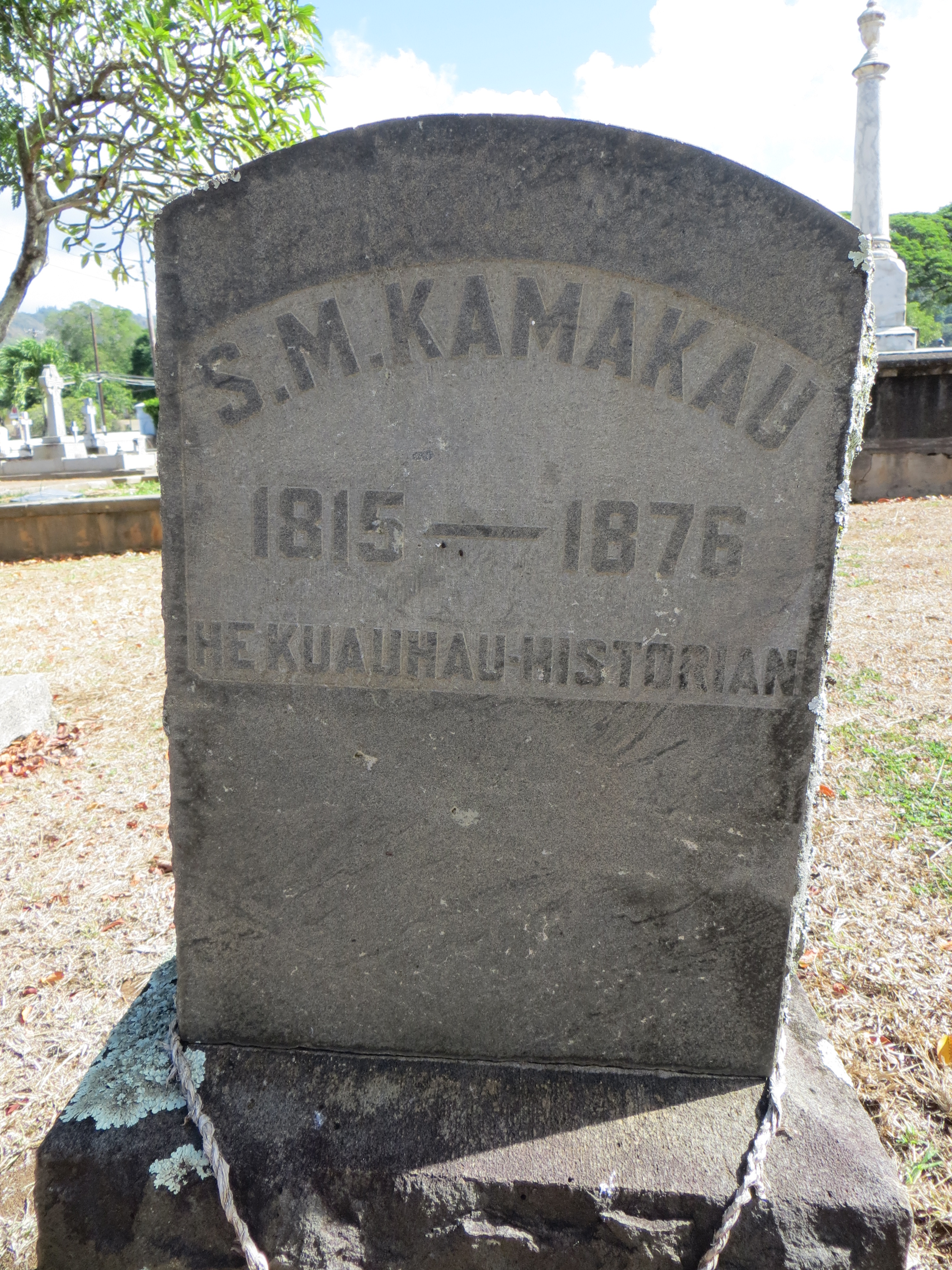
Pierre tombale de Samuel Kamakau au cimetière d'Oahu

Considéré localement comme « le plus grand historien hawaïen », les travaux de Samuel Kamakau constituent une source inestimable pour les universitaires et sont utilisés comme référence pour l’étude de l’histoire hawaïenne, des dynasties royales et des coutumes traditionnelles. Grâce à ses efforts, de nombreux aspects de la culture et des récits hawaïens, menacés par la colonisation et l’occidentalisation, ont pu être préservés. Ces travaux permettent également une prise de conscience culturelle chez les Hawaïens modernes et jouent un rôle dans la renaissance culturelle hawaïenne, qui vise à raviver la langue et les traditions du royaume d’Hawaï.
Le 29 octobre 1994, la section Hawaï et Pacifique de la Bibliothèque d'État d'Hawaï est nommée « Salle Samuel Manaiakalani Kamakau » en tant que « grand historien hawaïen qui a également servi sa communauté en tant qu'écrivain, érudit, juriste, et législateur » . En 2000, une école d'immersion hawaïenne à Kāneohe, reconnait les contributions de Kamakau en nommant leur école Ke Kulao Samuel M. Kamakau. En 2008, le concours annuel Ka Palapala Pookela (« excellent manuscrit ») de l'Association des éditeurs de livres d'Hawaï présente le prix Samuel M. Kamakau pour le meilleur livre de l'année.
En 2005, la législature de l'État d'Hawaï instaure une « Journée Samuel Manaiakalani Kamakau » le 29 octobre 2005.

## Travaux

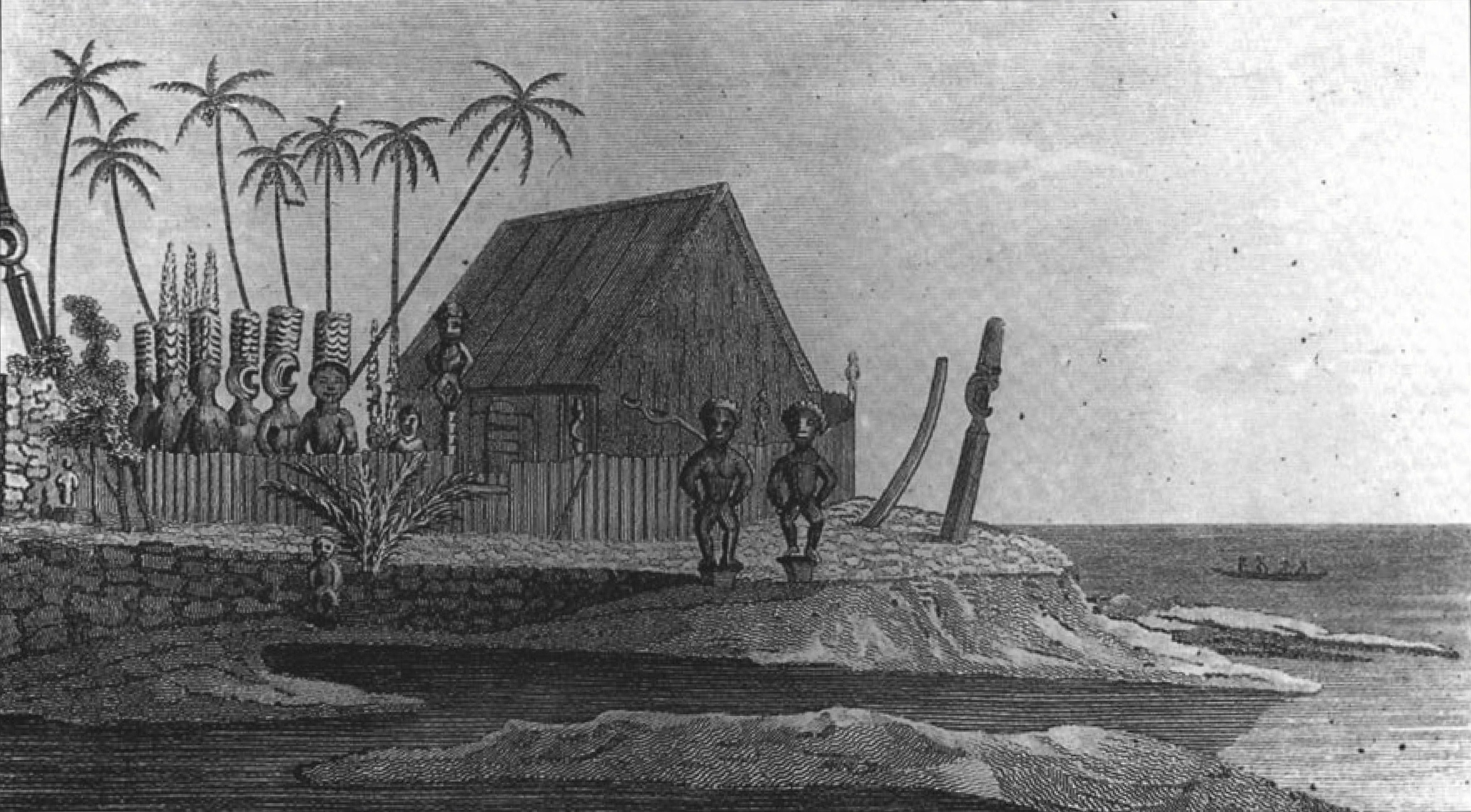
Gravure dans Rulling Chiefs of Hawaii d'un mausolée royal démantelé dans la fin des années 1820.

Les travaux de Samuel Kamakau s'efforcent de préserver la mémoire collective hawaïenne tout en adaptant cette dernière aux exigences du format écrit et aux attentes des lecteurs contemporains. Ils critiquent certaines dynamiques de pouvoir et l'ingérence des missionnaires étrangers dont il dénonce les abus.
En tant qu’historien, il adopte une approche fondée sur les généalogies et les traditions orales, qu'il considère comme les sources les plus authentiques pour comprendre l’histoire hawaïenne. Ses travaux sont toutefois parfois critiqués pour leur mélange de faits historiques et de récits mythologiques, ce qui soulève des questions sur la limite entre histoire et légende dans ses œuvres.
En 1961, la Kamehameha Schools Press publie les deux premières séries de Kamakau sous la forme d'un livre intitulé Ruling Chiefs of Hawaii. Trois ans plus tard, en 1964, la Bishop Museum Press publie sa dernière série sous forme de trilogie, intitulée Ka Poe Kahiko : The People of Old, The Works of the People of Old : Nā Hana A Ka Poe Kahiko, et Tales and Traditions of the People of Old : Nā Moolelo A Ka Poe Kahiko. Une édition révisée de Ruling Chiefs of Hawaii est publiée en 1992.